# El profesor Cojonciano
El profesor Cojonciano es una serie de cómic protagonizada por el personaje homónimo y creada por Óscar Nebreda para El Jueves en 1977. Fue publicada sin interrupción hasta 2010, lo que la convierte en una de las más duraderas de la revista.

## Argumento
En sus inicios, en plena Transición española, un contexto en que los tabúes sexuales comenzaron a caer, su protagonista llevaba un consultorio sexual, desde el que instruía a los españoles de entonces. Con el tiempo Cojonciano varió sus temas y se convirtió en un sociólogo a pie de calle. Cada semana tomaba nota de cualquier noticia de actualidad, a cual más estrafalaria, y la trataba en clave de humor. El objetivo es burlarse de las modas y del concepto de progreso.
A pesar de estos cambios, el profesor Cojonciano siempre ha tenido el mismo aspecto: un hombre calvo, barbudo y con gafas.

Sobres de azúcar con personajes de El Jueves (El profesor Cojonciano: parte superior izquierda).

## Trayectoria editorial
Además de su publicación seriada, la historieta ha sido objeto de sucesivas recopilaciones. Así, cuando la Editorial Formentera llevaba las riendas de El Jueves vieron la luz dos monográficos como parte de la colección El Jueves - Suplemento mensual. Se trata de Consultorio Sexual del Profesor Cojonciano (1979) y Profesor Cojonciano (2as Partes) (1980).
Desde la creación de Ediciones El Jueves en 1982 y de su colección Pendones del Humor se han editado los siguientes álbumes: 
- 3. Cómo ligar
- 11. ¡Ajo, mi nene!
- 17. Ice cream
- 23. Litronas
- 35. Mucho morro
- 47. ¡Qué heavy!
- 59. ¡Música, maestro!
- 71. ¡Qué punto!
- 83. Metiendo bulla
- 95. ¡Ponme crema!
- 107. ¡Chicha!
- 118. ¡Chinchín!
- 129. ¡Dame algo!
- 136. ¡Cómo me pones!
- 143. Fulltontis
- 147. Vamos a darnos un homenaje

Y en su sucesora Nuevos Pendones del Humor
- 5.  ¡Está que te cagas!
- 19. Es lo único que sabes hacer bien: fumar
- 31. Te lo juro por la cobertura de mi móvil
- 51. El código cojonci. [3]

## Valoración
El crítico Manuel Darias la incluyó en su lista de obras maestras de la historieta española en su vertiente cómica.